# Valdrôme
Valdrôme é uma comuna francesa na região administrativa de Auvérnia-Ródano-Alpes, no departamento de Drôme. Estende-se por uma área de 41,51 km². Em 2010 a comuna tinha 148 habitantes (densidade: 3,6 hab./km²).